# Danka Ilić
Danka Ilić (* 9. Juli 1978 in Böblingen) ist eine ehemalige deutsche Basketballspielerin.

## Laufbahn
Ilić spielte bei der SV Böblingen in ihrer Geburtsstadt sowie von 1995 bis 1997 bei der BSG Ludwigsburg. In dieser Zeit, nämlich im Dezember 1996, gab sie ihren Einstand in der deutschen Damen-Nationalmannschaft, nachdem sie zuvor bereits in der Juniorennationalmannschaft zum Einsatz gekommen war. 1997 ging die 1,75 Meter große Aufbauspielerin in die Vereinigten Staaten, studierte und absolvierte bis 2001 104 Spiele für die Mannschaft der Georgetown University. 1999 nahm sie mit der deutschen Mannschaft an der Europameisterschaft teil und bestritt im Rahmen des Turniers auch ihr 22. und letztes A-Länderspiel.
2001 schloss sie sich dem Bundesligisten TSV 1880 Wasserburg an, bei dem sie ein Jahr blieb. Anschließend wechselte sie ein zweites Mal zur BSG Ludwigsburg, mit der sie ebenfalls in der Bundesliga spielte. In der Saison 2007/08 verstärkte sie dann den Bundesligisten München Basket.